# Microtendipes tuberosus
Microtendipes tuberosus är en tvåvingeart som beskrevs av Qi 2006. Microtendipes tuberosus ingår i släktet Microtendipes och familjen fjädermyggor. Inga underarter finns listade i Catalogue of Life.